# بيرمينغهام لجيون
نادي برمنغهام ليجن (بالإنجليزية: Birmingham Legion FC) هو نادٍ أمريكي محترف لكرة القدم يقع مقره في مدينة برمنغهام بولاية ألاباما، ويشارك في بطولة دوري كرة القدم المتحد ، التي تُعدّ الدرجة الثانية في كرة القدم الأمريكية. تأسس الفريق في أغسطس 2013، ولعب تحت اسم “برمنغهام هامررز” حتى عام 2018، وبدأ أول موسم احترافي له تحت اسم “ليجن ” في 10 مارس 2019.

## التاريخ
في 9 أغسطس 2017، منحت دوري كرة القدم المتحدة (المعروفة الآن باسم دوري USL Championship)، وهي الدوري المعتمد من الاتحاد الأمريكي لكرة القدم من الدرجة الثانية، فريقًا لمدينة برمنغهام ليبدأ اللعب في موسم 2019. وفي 17 يناير 2018، افصحو عن اسم الفريق "برمنغهام ليجيون إف سي"، في إشارة إلى ملعب ليجيون التاريخي الذي افتتح عام 1927. ومع ذلك، لعب الفريق في ملعب BBVA، وهو ملعب برنامج كرة القدم الخاص بجامعة ألاباما في برمنغهام.
وقع المهاجم النجم لفريق ريال موناركس وخريج مدرسة أوك ماونتن الثانوية تشاندلر هوفمان ليكون أول لاعب في الفريق في يوليو 2018. وفي أغسطس أعلن الفريق أن توم سوهن سيكون أول مدرب للفريق.
شهدت أول مباراة احترافية للفريق هزيمة 0–2 أمام فريق بيثلهم ستيل إف سي في 10 مارس 2019.
خلال كأس الولايات المتحدة المفتوحة 2023، تغلب فريق برمنغهام ليجيون إف سي على فريق من دوري الدرجة الأولى الأمريكي (MLS) لأول مرة، بفوزه 1-0 على فريق شارلوت في دور الـ16. أُقيمت المباراة في ملعب بروتيكتيف ستاديوم أمام جمهور قياسي بلغ 12,722 مشجعًا.
انتهت مسيرة فريق ليجيون في كأس الولايات المتحدة المفتوحة بالخسارة 0-1 أمام فريق إنتر ميامي في ربع النهائي، في ملعب بروتيكتيف ستاديوم، وسط حضور قياسي جديد بلغ 18,418 متفرجًا.

## الملعب
خاض فريق ليجيون إف سي مبارياته المنزلية في ملعب بروتيكتيف ستاديوم، الذي يُستخدم أيضًا كملعب فريق بلايزرز، وبدأ اللعب فيه اعتبارًا من موسم 2021-22.
في 15 مارس 2021، اضطر فريق ليجيون إف سي إلى نقل مباراته المقررة ضد المنافس ممفيس 901 إلى ملعب ليجيون فيلد التاريخي، بسبب سوء حالة أرضية ملعب بي إن سي فيلد الناتجة عن الأمطار الغزيرة في الأيام السابقة. شهدت المباراة، التي عُرفت باسم "ليجيون في ليجيون"، حضورًا قياسيًا بلغ 10,177 مشجعًا، وهو رقم وصفه النادي بأنه أكبر جمهور يحضر مباراة كرة قدم احترافية في ألاباما. (وكان أكبر حضور لمباراة كرة قدم في ملعب ليجيون فيلد سابقًا خلال دورة الألعاب الأولمبية الصيفية 1996، في مباراة بين الولايات المتحدة والأرجنتين، والتي سجلت رقم الحضور القياسي للملعب بـ83,810 متفرجًا.) كما تسببت الأحوال الجوية السيئة في تأجيل أو إلغاء مباريات أخرى.
في نوفمبر 2021، اتفق النادي مع مجلس الأمناء في نظام جامعة ألاباما على إنهاء عقد إيجار ملعب ليجيون الذي كان يمتد لثماني سنوات قبل موعده، دون إعلان سبب رسمي عبر القنوات الرسمية. وفي 7 ديسمبر 2021، أعلن النادي أن فريق ليجيون سيخوض مبارياته المنزلية في ملعب بروتيكتيف ستاديوم بدءًا من موسم 2022.

## ثقافة النادي

### الخصومات
يتنافس فريق برمنغهام في ديربي "ساوثرن هارم" ضد منافسه ممفيس 901.

### المشجعون
يدعم الفريق مجموعتا "ماجيك سيتي بريغيد" و"ذا بوينتاس 12".

## الرعاية
| الفترة        | الشركة المصنعة للزي الرسمي | الراعي على القميص |
| ------------- | -------------------------- | ----------------- |
| 2019–2021     | نايكي                      | ريد دياموند       |
| 2022–2023     | نايكي                      | بودي آرمور        |
| 2024–حتى الآن | هامل                       | بودي آرمور        |

## اللاعبون والطواقم

### التشكيلة
آخر تحديث 23 مايو 2025. 
ملاحظة: تشير الأعلام إلى المنتخب الوطني على النحو المحدد في قواعد الأهلية للفيفا. قد يحمل اللاعبون أكثر من جنسية واحدة غير تابعة للفيفا.
| الرقم | البلد                       | المركز | اللاعب                           |
| ----- | --------------------------- | ------ | -------------------------------- |
| 1     | الولايات المتحدة            |        | مات فان أوكي                     |
| 2     | الولايات المتحدة            | مدافع  | ستيفن تيرنبول                    |
| 3     | جمهورية الكونغو الديمقراطية | مدافع  | فانويل كافيتا                    |
| 4     | الولايات المتحدة            | مدافع  | رامز حمودة                       |
| 5     | الولايات المتحدة            | مدافع  | إيثان كوس                        |
| 6     | أستراليا                    |        | سام ماكيلهاتون                   |
| 7     | المكسيك                     | مهاجم  | داني تريجو                       |
| 8     | الولايات المتحدة            |        | كوبي هيرنانديز فوستر             |
| 9     | هايتي                       | مهاجم  | رونالدو داموس (معار من سوندسفال) |
| 10    | الكاميرون                   | مهاجم  | إيتاكا بريستون تابورت            |
| 11    | الولايات المتحدة            |        | داوسون مكارتني                   |
| 13    | الولايات المتحدة            | مدافع  | جيك روف                          |
| 15    | كندا                        | مهاجم  | تايلر باشر                       |

| الرقم | البلد            | المركز | اللاعب                                      |
| ----- | ---------------- | ------ | ------------------------------------------- |
| 17    | كولومبيا         |        | إدوين لازو                                  |
| 18    | الولايات المتحدة |        | تريفور سبانغنبرغ                            |
| 19    | الأوروغواي       |        | إنزو مارتينيز                               |
| 20    | غرينادا          | مدافع  | باترسون                                     |
| 21    | الأوروغواي       | مهاجم  | سيباستيان تريغارثين                         |
| 25    | الولايات المتحدة |        | رومان توريس (معار من نادي مينيسوتا يونايتد) |
| 27    | الولايات المتحدة | مدافع  | إريك سينتينو                                |
| 32    | نيجيريا          |        | إريكو تيميتايو                              |
| 33    | غانا             | مدافع  | موسى منساه                                  |
| 43    | الولايات المتحدة | مدافع  | سانتياغو سواريز (معار من نيو إنجلاند)       |
| 47    | الولايات المتحدة |        | فين كالواي                                  |
| 57    | المكسيك          |        | فرناندو ديلغادو                             |
| 77    | جامايكا          | مهاجم  | كاميرون لاسي                                |

### معارون
ملاحظة: تشير الأعلام إلى المنتخب الوطني على النحو المحدد في قواعد الأهلية للفيفا. قد يحمل اللاعبون أكثر من جنسية واحدة غير تابعة للفيفا.
| الرقم | البلد    | المركز | اللاعب                                  |
| ----- | -------- | ------ | --------------------------------------- |
| 22    | البرازيل |        | لوكا الذهبية (معار إلى فوروارد ماديسون) |

### إدارة الفريق
| الإدارة العليا       | الإدارة العليا                                                                        |
| -------------------- | ------------------------------------------------------------------------------------- |
| المالكون             | جاك براينت بيلي هاربِرت جون هاربِرت جيف لوجان جيمس آوتلاند جيم راين لي ستيسلينجر الثالث |
| الرئيس والمدير العام | جاي هيبس                                                                              |
| نائب الرئيس للعمليات | جيسون كولمان                                                                          |
| مدير التذاكر         | كاسون غوتش                                                                            |
| طاقم التدريب         |                                                                                       |
| المدرب الرئيسي       | مارك بريجز                                                                            |
| مساعد مدرب           | إريك أفيلا                                                                            |
| مساعد مدرب           | برايدن كلوتييه                                                                        |

آخر تحديث: 25 مارس 2019
المصدر: 

## سجلات الفريق

### النتائج حسب الموسم
آخر تحديث 26 أكتوبر 2024.
| الموسم | دوري الولايات المتحدة - البطولة | دوري الولايات المتحدة - البطولة | دوري الولايات المتحدة - البطولة | دوري الولايات المتحدة - البطولة | دوري الولايات المتحدة - البطولة | دوري الولايات المتحدة - البطولة | دوري الولايات المتحدة - البطولة | دوري الولايات المتحدة - البطولة | التصفيات              | كأس الولايات المتحدة المفتوح | هداف الفريق 1              | هداف الفريق 1 | المدرب الرئيسي            | متوسط الحضور الجماهيري |
| الموسم | P                               | W                               | L                               | D                               | GF                              | GA                              | Pts                             | Pos                             | التصفيات              | كأس الولايات المتحدة المفتوح | اللاعب                     | الأهداف       | المدرب الرئيسي            | متوسط الحضور الجماهيري |
| ------ | ------------------------------- | ------------------------------- | ------------------------------- | ------------------------------- | ------------------------------- | ------------------------------- | ------------------------------- | ------------------------------- | --------------------- | ---------------------------- | -------------------------- | ------------- | ------------------------- | ---------------------- |
| 2019   | 34                              | 12                              | 15                              | 7                               | 35                              | 51                              | 43                              | 10، القسم الشرقي                | دور ربع نهائي المؤتمر | الدور الثالث                 | الولايات المتحدة جي ويليام | 8             | الولايات المتحدة توم سوهن | 4,541                  |
| 2020   | 16                              | 7                               | 5                               | 4                               | 29                              | 19                              | 28                              | 2، المجموعة G                   | دور ربع نهائي المؤتمر | أُلغي                         | جامايكا نيكو بريت          | 9             | الولايات المتحدة توم سوهن | 1,250                  |
| 2021   | 32                              | 18                              | 8                               | 6                               | 51                              | 31                              | 61                              | 2، القسم المركزي                | دور نصف نهائي المؤتمر | أُلغي                         | جامايكا نيكو بريت          | 18            | الولايات المتحدة توم سوهن | 4,389                  |
| 2022   | 34                              | 17                              | 10                              | 7                               | 56                              | 37                              | 58                              | 4، القسم الشرقي                 | دور ربع نهائي المؤتمر | الدور الثالث                 | أوروغواي إنزو مارتينيز     | 15            | الولايات المتحدة توم سوهن | 5,405                  |
| 2023   | 34                              | 14                              | 16                              | 4                               | 44                              | 53                              | 46                              | 7، القسم الشرقي                 | دور نصف نهائي المؤتمر | دور الربع النهائي            | جامايكا نيكو بريت          | 11            | الولايات المتحدة توم سوهن | 5,091                  |
| 2024   | 34                              | 13                              | 15                              | 6                               | 44                              | 51                              | 45                              | 9، القسم الشرقي                 | لم يتأهل              | دور 32                       | البرازيل ستيفانو بينهو     | 14            | الولايات المتحدة توم سوهن | 3,708                  |

^1. الهداف يشمل إحصائيات مباريات الدوري فقط.

### المدربون الرئيسيون
- تشمل مباريات الدوري الأمريكي للمحترفين، التصفيات، وكأس الولايات المتحدة المفتوح. لا تشمل المباريات الودية.

| المدرب     | الجنسية          | بداية      | نهاية        | المباريات | الفوز | الخسارة | التعادل | نسبة الفوز |
| ---------- | ---------------- | ---------- | ------------ | --------- | ----- | ------- | ------- | ---------- |
| توم سوهن   | الولايات المتحدة | 2018 08 16 | 9 أبريل 2025 | 167       | 77    | 61      | 29      | 046٫11     |
| مارك بريجز | المملكة المتحدة  | 2025 04 30 |              | 0         | 0     | 0       | 0       | —          |